# Tobias Krantz
Tobias Kjell Bertil Krantz, né le 7 avril 1971 à Bankeryd, est un homme politique suédois membre du parti Les Libéraux (FP).
Il a été ministre de la Recherche de la Suède.

## Biographie
En 1995, il obtient un baccalauréat en arts de sciences politiques, sciences économiques, histoire et français à l'Université d'Uppsala, puis y décroche un doctorat de sciences politiques sept ans plus tard.
Il travaille comme journaliste au Uppsala Nya Tidning chaque été entre 1994 et 1999, et occupe un poste de lecteur à l'Université d'Uppsala pendant sept ans à partir de 1995.
Mariée à la députée Anna Görnlund Krantz, il est père de deux enfants et vit entre Jönköping et Stockholm.

## Activités politiques

### Au sein du FpL
Il est élu Vice-président de la Jeunesse libérale de Suède en 1996 pour trois ans. En 2000, il devient membre de la commission du Parti du peuple - Les Libéraux (FP) sur l'enseignement supérieur jusqu'en 2001.
Cette même année, il est nommé chef analyste du parti. En 2002, il intègre le comité directeur du FP.

### Au sein des institutions
En 2002, il est élu député au Riksdag et devient membre de la commission des Affaires constitutionnelles et porte-parole du groupe FP à la commission de la Santé et du Bien-être. Il renonce au premier poste en 2006.
Tobias Krantz est nommé ministre de l'Enseignement supérieur et de la Recherche de la Suède le 17 avril 2009 en remplacement de Lars Leijonborg. Il quitte le gouvernement le 5 octobre 2010, lors de la suppression de son poste.